# Liste der Äbtissinnen von St. Quirin in Neuss
Die folgenden Personen waren Äbtissinnen des Frauenstifts St. Quirin in Neuss und als solche zugleich Herrinnen von Uedesheim und Holzbüttgen. Kursiv aufgeführte Personen oder Sterbedaten aus älterer Literatur sind urkundlich nicht belegt.
Eine von Martin Henriquez von Strevesdorff (1619–1679) zusammengestellte Liste der Äbtissinnen (Series abbatissarum) wurde erstmals 1670 abgedruckt. In Neuss amtierten noch Äbtissinnen weiterer Klöster.

## Äbtissinnen des Stiftes St. Quirin
| Äbt. | Name | von                        | bis                        |
| ---- | --- | -------------------------- | -------------------------- |
| –    | Oda (Ida?), erwähnt in den Nekrologen des Stiftes Essen und der Abtei Gladbach | 10. Jahrhundert            | 10. Jahrhundert            |
| (…)  | |                            |                            |
| 1.   | Gepa Gräfin von Egisheim und Dagsburg, Schwester von Papst Leo IX. | wohl vor 1044              | 1054/58                    |
| 2.   | Heylewig (Hedwig, Helwyg), Tochter des Pfalzgrafen Ezzo von Lothringen und der Kaisertochter Mathilde, Schwester unter anderem von Erzbischof Hermann II. von Köln, Äbtissin Theophanu von Essen und Äbtissin Ida des Stiftes St. Maria im Kapitol und des Gandersheimer Marienklosters |                            | 1076                       |
| 3.   | Gisila, Pfalzgräfin bei Rhein |                            |                            |
| 4.   | Fritzwindis (Frideswind), Pfalzgräfin bei Rhein |                            |                            |
| 5.   | Gertrudis, Pfalzgräfin bei Rhein, vielleicht ein Abkömmling der Gertrud von Northeim – einer Schwester der Kaiserin Richenza von Northeim –, die mit Pfalzgraf (1095/1097 bis 1113) Siegfried I. von Ballenstedt verheiratet war |                            |                            |
| 6.   | Luitgard (Luthardis) Pfalzgräfin bei Rhein, wohl ein Abkömmling der Luitgard von Zähringen († 1111), einer Nichte 2. Grades des Salier-Kaisers Heinrich V., die mit Pfalzgraf (1113 bis 1126) Gottfried von Calw, einem Verwandten des Papstes Leo IX. verheiratet war |                            |                            |
| 7.   | Hildegardis (Hildewigis) Gräfin von Reifferscheidt |                            | 1166                       |
| 8.   | Kunigunde von Wevelinghoven († 1172), Tochter (oder Schwester) von Christian I. von Wevelinghoven († nach 1148), um 1145 Stifter des Klosters Langwaden, Nichte (oder Schwester) von Abt Bernhard von Wevelinghoven († 1140) der Reichsabtei Werden-Helmstedt |                            | 1172                       |
| 9.   | Sophia Gräfin von Berg-Altena (später: von der Mark), Schwester von Erzbischof Adolf I. von Köln | vor 1183                   | 1188                       |
| 10.  | Sophia von Wevelinghoven, Tochter von Christian I. von Wevelinghoven, unter ihrem Abbatiat erfolgte 1209 fünf Wochen vor ihrem Tod die Grundsteinlegung des St. Quirinus-Münsters | um 1188                    | 1209                       |
| 11.  | Sidonia von Falkenstein |                            | 1236                       |
| –    | Hildegund von Are-Hochstaden-Dyck aus der Verwandtschaft der Äbtissin Hildegund von Meer (verw. Gräfin von Are) und des Kölner Erzbischofs Konrad I. | vor 1240                   | nach 1240                  |
| 12.  | Christina von Wevelinghoven († 1275) | Mitte des 13. Jahrhunderts | Mitte des 13. Jahrhunderts |
| –    | Kunigunde von Isenburg-Kobern (Coverna), Tochter von Gerlach II. von Isenburg, Herr zu Kobern († 1235), und Jutta von Are-Hochstaden († 1253), Schwester von Lothar von Kobern († nach 1248), Prior von St. Kunibert | vor 1266                   | nach 1283                  |
| 13.  | Anna Gräfin von Leiningen († 1293), vermutlich Tochter des Grafen Friedrich II. von Saarbrücken-Leiningen († 1237); das Geschlecht Alt-Leiningen ist um 1220 erloschen | Ende des 13. Jahrhunderts  | Ende des 13. Jahrhunderts  |
| 14.  | Sophia Gräfin von Arbergh (Arenberg), Tochter des Kölner Burggrafen Heinrich III. von Arenberg († 1255) oder von dessen Sohn Gerhard II. von Arenberg († 1252/55), wahrscheinlich verwandt mit Erzbischof Wigbold von Köln und dessen Geschwistern Bischof Wilhelm I. von Holte von Münster, Abt Ludolf († 1313) von Brauweiler und Äbtissin Beatrix von Holte von Essen                                                                        | vor 1290                   | um 1313                    |
| 15.  | Lisa Gräfin von Virneburg, Tochter von Heinrich Graf von Virneburg und Ponzetta von Oberstein, Schwester von Erzbischof Heinrich II. von Köln und der ersten Äbtissin Bertha des 1283 gegründeten Kloster St. Klara in Neuss | um 1313                    | 1331                       |
| 16.  | Katharina von Gennep, Tochter des Edelherren Heinrich II. von Gennep († 1336) und der Aleid Gräfin von Moers, Schwester von Erzbischof Wilhelm von Köln und von Abt Otto († 1367) der Reichsabtei St. Maximin | vor 1337                   | 1365                       |
| 17.  | Adelheid (Aleydis, Alraid) van Broeckhuysen (Broichhausen, Brughusen), vielleicht aus der Familie der Herren von Broichhausen, Herren von Wickrath und Amtleute von Viersen, die mütterlicherseits aus der Familie Are-Hochstaden abstammte | vor 1372                   | 1382                       |
| 18.  | Margaretha Gräfin von Saarwerden, Tochter von Johann II. Graf von Saarwerden und Klara von Finstingen, Schwester von Erzbischof Friedrich III. von Köln | vor 1384                   | 1395                       |
| 19.  | Clara Gräfin von Moers, Tochter von Friedrich III. Graf von Moers und Walburga von Saarwerden, Schwester von Erzbischof Dietrich II. von Köln | 1397                       | 1459/61                    |
| 20.  | Jutta Gräfin von Reifferscheidt-Bedburg-Dyck († 1485), Tochter von Johann V. Graf von Reifferscheidt-Bedburg-Dyck († 1418) und Jutta von Culemburg († um 1425/28), Äbtissin während der Kölner Stiftsfehde und der Belagerung von Neuss, auch Äbtissin zu Vilich | 1459/61                    | 1484                       |
| 21.  | Irmgard von Wisch (Ermegardt van Wyß; Wassz), wahrscheinlich Tochter des Amtmanns in der Liemers und Drosten zu Geldern Heinrich (Hendrik) III. van Wisch († 1448) zu Wildenborch und der Irmengard Gräfin von Sayn-Homburg-Vallendar und Wittgenstein († 1440) | 1485                       | 1489                       |
| 22.  | Lufardis (Liefard, Leyffart) von Brempt zu Vlaesrath, Tochter des Drosten zu Straelen Engelbrecht (Engelbert) von Brempt d. A. († vor 1505) und der Margaretha von Blitterswijck | 1490                       | 1510                       |
| 23.  | Petrissa (Petronella; Petersch; Paris) Gräfin von Dhaun (Duna), Fräulein zu Oberstein, Tochter von Wirich IV. von Daun-Oberstein († 1501) und Margaretha Gräfin von Leiningen-Dagsburg († um 1509), Schwester von Erzbischof Philipp II. von Köln und der Essener Äbtissin Meyna von Daun-Oberstein | 1511                       | 1531                       |
| 24.  | Caspara (Jasparis) Staël von Holstein zu Witten, Tochter des Dietrich Staël von Holstein zum Hardenstein und der Katharina von Witten | 1532                       | 1540                       |
| 25.  | Christina von Velbrück (Velbrugh, Veldbruggen), Tochter des Kurkölner Erbkämmerers Rutger von Aldenbrüggen genannt Velbrück († 1537/38) zu Bachem und (⚭ 1503) der Maria von Vlodrop (Flodorf) zu Elsum, Schwester der Meisterinnen Anna von Velbrück († 1572) und Clara von Velbrück († nach 1581) des Klosters Meer | 1540                       | 1567                       |
| –    | Administratorin: Seniorissa Margareta von der Reck | 1568                       | 1575                       |
| 26.  | Margaretha von Loë zu Dorneburg, später auch administrative Äbtissin von Gerresheim an Stelle der dort zurückgetretenen Herforder Äbtissin Felicitas I. Gräfin von Eberstein († 1586), als der Konvent im Truchsessischen Krieg dorthin verlegt wurde, Tochter von Walter von Loë († nach 1525) zu Dorneburg und Marie von Dellwig († 1539) | (1568) 1575                | 1590                       |
| –    | Gegenäbtissin: Elisabeth von Westrum (Westrem) zu Langendonk († 1609/10), Tochter von Dietrich von Westrem († vor 1569) und (⚭ 1534) Margaretha von Hörde († nach 1569) zu Störmede, 1596 bis 1609 als Dechantin belegt | (1568)                     | (1575)                     |
| 27.  | Elisabeth (Elsbetha) Dobbe, wahrscheinlich Tochter von Wilhelm Dobbe († 1564) zum Vogelsang und Lyren – ein Schwippschwager des Kanzlers von Jülich-Kleve-Berg Johann Ghogreff – und dessen Frau (⚭ 1533) Margareta von Westerholt († nach 1589), stiftete 1597 zusammen mit der Stiftskellerin Margareta von Westerholt als Ersatz für den 1585 zerstörten mittelalterlichen einen neuen Quirinus-Schrein (heute im Clemens-Sels-Museum Neuss) | (1590) 1594                | 1618                       |
| 28.  | Cäcilia von Hochkirchen zu Neuerburg, Enkelin der Caecilia von Vlodorp, Tochter des Johann von Hochkirchen († vor 1613) zu Neuerburg und der Christina von Schilling, 1616 Stiftsjungfer im Kloster Dalheim | 1619                       | 1641                       |
| 29.  | Anna Elisabeth von Neuhoff (Niewhoff) († nach 1654) zu Elbroich, Tochter von Georg von Neuhoff (1560–1623) zum Neuenhoff zu Elbroich und Mechthild von Reuschenberg († 1655) zu Selikum, heiratete den Kurkölner Kämmerer Johann Jobst (Joost) van Dorth (* 1605; † nach 1654), Herrn zu Issum, Horst, Pesch und Schechtelhausen (Schelsen) | 1641                       | (resigniert) 1650          |
| 30.  | Adelheid Irmgard von Eyll zu Gastendonk, Tochter von Engelbert von Eyll d. J. († 1622) und Elisabeth op den Berg († 1618) zu Padenberg Enkelin des Drosten zu Geldern Jorriën op den Berg (Jürgen; Georg van den Berg). | 1653                       | 1657                       |
| 31.  | Elisabeth Margaretha Freiin von Bernsau (Bernsaw), Nichte ihrer Vorgängerin, Tochter des kaiserlichen Oberwachtmeisters Johann Bertram von Bernsau und der Elisabeth von Eyll, errichtete 1667 einen neuen Hochaltar | 1657                       | 1669                       |
| 32.  | Catharina Ida Freiin Spies von Büllesheim zu Schimper, Tochter des pfalz-neuburgischen Kammerherrn und Amtmanns von Heinsberg Hermann Spies von Büllesheim († 1650) und der Catharina von Rechteren (1594–1666) | vor 1679                   | 1694                       |
| 33.  | Maria Elisabeth Louise Freiin von Velbrück zu Graven, Tochter des pfalz-neuburgischen Rates Conrad Gumprecht Freiherr von Velbrück († 1673) und der Maria Agnes Freiin von der Reven zu Vorst und Lohmar, Großtante des Lütticher Fürstbischofs Franz Karl von Velbrück | 1695                       | 1722                       |
| 34.  | Maria Louisa Freiin von Loë zu Wissen, Tochter des pfalz-neuburgischen Rates Philipp Christoph von Loë (1646–1708) und der Anna Maria Theresia Freiin von Winckelhausen (* um 1655; † 1723) | 1723                       | 1748                       |
| 35.  | Maria Theresia Gräfin von Leerodt zu Born und Winnenthal, Tochter des jülich-bergischen Kanzlers und Amtmanns zu Monheim Johann Arnold Edmund Reichsgraf von Leerodt († 1717) und der Adriana Alexandrina Franziska Freiin von Wylich († um 1722) zu Winnenthal | 1748                       | 1768                       |
| 36.  | Maria Felicitas Augusta Waldbott von Bassenheim († 1804) zu Bornheim, Großnichte ihrer Vorvorgängerin, Tochter des kurkölnischen Kämmerers und Oberamtmanns zu Brühl und Hülchrath Clemens August Freiherr Waldbott von Bassenheim (1731–1792) und der Wilhelmina Edmunda Josepha Freiin von Loë (1733–1790) zu Wissen | 1768                       | (Säkularisation) 1798/1802 |